# Béatrice de Andia
Pour les articles homonymes, voir Andia.
Béatrice de Andia, née à Madrid le 17 septembre 1933 et morte le 16 octobre 2024 à Azay-le-Rideau,, est une personnalité hispano-française du monde de la culture en France.

## Biographie

### Origines familiales
Béatrice Félicie Thérèse Gonzalez de Andia est née le 17 septembre 1933 à Madrid. Elle a les nationalités espagnole et française.
Elle est la fille de don Manuel Gonzalez de Andia y Talleyrand-Périgord, marquis de Villahermosa et duc de Dino, et de doña Mercedes de Elio (fille du comte de Casa Real de la Moneda).
Ses origines françaises la rattachent par sa grand-mère paternelle à l'illustre maison de Talleyrand-Périgord, dont le membre le plus emblématique demeure son grand-oncle à la cinquième génération, Charles-Maurice de Talleyrand-Périgord, duc et prince de Bénévent, duc de Dino, duc et prince de Talleyrand-Périgord, l'un des plus grands diplomates de son temps.
Elle est élevée dans une folie du XVIIIe siècle, le pavillon Colombe à Saint-Brice-sous-Forêt, chez son grand-oncle et parrain Hélie de Talleyrand-Périgord, duc de Talleyrand, duc de Dino et duc de Sagan, qui meurt en 1968 sans descendance. Grand collectionneur d'œuvres d'art tout au long de sa vie, il l'introduit dans la connaissance des arcanes des jardins et dans l'amour de la beauté.

### Parcours
Diplômée de Sciences Po Paris (promotion 1955, elle est la condisciple de Bernadette Chodron de Courcel et Jacques Chirac), elle obtient un doctorat en droit de l'urbanisme à Paris puis un diplôme d’études supérieures de sciences politiques et un DES de droit à Madrid. Inscrite au barreau de Madrid, elle entreprend par la suite un DES d'art et d'archéologie à la Sorbonne.
Après avoir rejoint le cabinet d'avocat de son père, elle décide en 1961 de partir explorer le monde en 2CV. Pendant quatorze ans, Béatrice de Andia visite cent cinquante-six pays, fait quatre fois le tour du monde et revient dix-neuf fois en Inde.
De retour à Paris en 1974, elle devient secrétaire générale des Vieilles maisons françaises (1974-1978) et chargée de cours à la Sorbonne pendant dix ans. En 1977, elle est nommée déléguée générale de l'action artistique de la ville de Paris par le maire Jacques Chirac. En trente ans, elle y organise quatre cent quarante expositions en France et à l'étranger et publie pas moins de deux cent soixante ouvrages consacrés à la capitale. Jusqu'au début des années 2000, elle est également membre de la Commission du Vieux Paris.
Attachée à la Touraine, elle réside en son château de la Chatonnière (Azay-le-Rideau), dont elle assure la gestion depuis 1986. Après sept ans de travail, les jardins de la Chatonnière, classés jardins remarquables, ouvrent au public en 2000, et attirent environ 20 000 visiteurs par an. On y trouve notamment la sculpture les Clefs de la Nature, de l'artiste contemporain Patrice Stellest, inaugurée en 2011. Elle crée également l'association Les Amis d'Azay-le-Rideau, et fonde en 2006 l'Observatoire du patrimoine religieux, une association dont l'objectif est de protéger et de mettre en valeur le patrimoine cultuel français. Elle participe également au développement de La Revue des vieilles maisons françaises.
Béatrice de Andia s'éteint à 91 ans, au château de la Chatonnière, à Azay-le-Rideau.

## Récompenses
- 1991 :  Chevalière de la Légion d'honneur, par le président François Mitterrand[11] ; médaille de l'Académie d'architecture ;
- 1995 :  Officière de l'ordre national du Mérite, par Jean Leclant, secrétaire perpétuel de l'Académie des inscriptions et belles-lettres[12] ;
- 1998 : prix Berger de l'Académie des inscriptions et belles-lettres[13] ;
- 2000 : Médaille d'or de la Ville de Paris (7e arrondissement).
- 2001 :  Officière de la Légion d'honneur, par Jean-Pierre Babelon, président de l'Académie des inscriptions et belles-lettres ;
- 2002 :  Chevalière de l'ordre des Palmes académiques, par Jacques Treiffel, président de l'ordre national des Palmes académiques ;
- 2008 :  Commandeure de l'ordre national du Mérite, par Jacques Chirac
- 2010 : dame de l'Ordre Militaire de la Flèche sous la protection de Saint-Sébastien, de la Maison Royale de Portugal[14].

## Hommages
Un discours en son honneur est prononcé par le président de la République Jacques Chirac le 16 septembre 2008.

## Publications (liste non exhaustive)
- Le Château d'Azay-le-Rideau, Chrystelle Laurent-rogowski et Béatrice de Andia, Editions du Patrimoine, 2017
- Églises menacées, séance du 6 février 2008, Béatrice de Andia, Académie des Beaux Arts, 2008
- Paris, lieux de pouvoir et de citoyenneté, Béatrice de Andia, Action Artistique de la Ville de Paris, 2008
- Le Paris des centraliens. Bâtisseurs et entrepreneurs, de Jean-François Belhoste, Laetitia Bonnefoy, Sophie Morin, Béatrice de Andia, Action Artistique de la Ville de Paris, 2008
- Les Cathédrales du Commerce parisien : Grands Magasins et enseignes, Béatrice de Andia et Caroline François, Action Artistique de la Ville de Paris, 2006
- Paris, lieux de pouvoir et de citoyenneté, Béatrice de Andia, Guy Berger et Hervé Robert, Action Artistique de la Ville de Paris, 2006
- Les enceintes de Paris, Beatrice de Andia, Alexandre Gady,
- Le patrimoine militaire de Paris, sous la direction, Jean-François Pernot, Luc Thomassin ; auteurs, Béatrice de Andia, Jean-Pierre Babelon, Maurice Bazot. [et al.] ; préfaces Bertrand Delanoë, Bruno Racine, Action Artistique de la Ville de Paris, 2005
- Autour de la Madeleine, Frédéric d'Agay, Béatrice de Andia et Norbert Chales de Beaulieu, sous la direction de Bruno Centorame, préface de Bertrand Delanoë, Action Artistique de la Ville de Paris, 2005
- Les Expositions Universelles à Paris de 1855 à 1937, Béatrice de Andia,  Myriam Bacha, Luz Bimbot-Alfonso, Action Artistique de la Ville de Paris, 2005
- Les Orgues de Paris, sous la direction de Béatrice de Andia, préface de Bertrand Delanoë et de Monseigneur André Vingt-Trois,  Action Artistique de la Ville de Paris, 2005
- Paris et ses cafés, Béatrice de Andia, Georgina Letourmy, Courto, Action Artistique de la Ville de Paris, 2004
- Les musées parisiens, Histoire, architecture et décor, Béatrice de Andia, Action Artistique de la Ville de Paris, 2004
- Créer un jardin en Touraine, séance du mercredi 15 janvier 2003, par Béatrice de Andia ; [Académie des beaux-arts]
- Paris et ses chemins de fer, Béatrice de Andia, Action Artistique de la Ville de Paris, 2003
- Jardiner à Paris au temps des rois, Béatrice de Andia et Martine Constans, Action Artistique de la Ville de Paris, 2003
- Les chemins de l'utopie et du progrès, Béatrice de Andia, préfacé par Henri Loyretten Action Artistique de la Ville de Paris, 2003
- Les parcs et les jardins dans l'urbanisme parisien, Béatrice de Andia et Simon Texier, Action Artistique de la Ville de Paris, 2001
- Les enceintes de Paris, limites et urbanisation, Béatrice de Andia, Action Artistique de la Ville de Paris, 2001
- Les grands boulevards. Un parcours d'innovation et de modernité, Action Artistique de la Ville de Paris, 2000
- La Seine et Paris, Action Artistique de la Ville de Paris, 2000
- L'Ile Saint Louis, études réunies par Béatrice de Andia et Nicolas Courtin, Action Artistique de la Ville de Paris, 2000
- Le VIIIe arrondissement , Action Artistique de la Ville de Paris, 2000
- Le XXe arrondissement : la montagne à Paris, Béatrice de Andia, Jean-Philippe Dumas, François Gasnault, Action Artistique de la Ville de Paris, 1999
- Universités et grandes écoles, les palais de la science, sous la direction de Christian Hottin ; assisté de Géraldine Rideau ; avec la collaboration de Béatrice de Andia, Louis André, Serge Benoit... [et al.], Action Artistique de la Ville de Paris, 1999
- Le Sentier Bonne-nouvelle. De l'architecture à la mode, Action Artistique de la Ville de Paris, 1999
- Paris et ses théâtres, architecture et décor, Béatrice de Andia et Géraldine Rideau, Action Artistique de la Ville de Paris, 1998
- Du Chatelet à Beaubourg. 15 siècles d'histoire, Action Artistique de la Ville de Paris, 1997[16]
- La Rue du Faubourg Saint-Honoré, Béatrice de Andia et Dominique Fernandès, Action Artistique de la Ville de Paris, 1997
- Le XVIe, Chaillot Passy Auteuil : métamorphose des trois villages, Béatrice de Andia, Action Artistique de la Ville de Paris, 1997
- Églises parisiennes du XXe siècle. Architecture et décor, Béatrice de Andia et Gilles-Antoine Langlois, Action Artistique de la Ville de Paris, 1997[16]
- Du Châtelet à Beaubourg, 15 siècles d'histoire, Béatrice de Andia, Joëlle Jezierski et Michel Le Moël, Action Artistique de la Ville de Paris, 1997
- L'île Saint-Louis, Béatrice de Andia et Nicolas Courtin, Action Artistique de la Ville de Paris, 1997
- XIIIe arrondissement : une ville dans Paris, Jean Anckaert, Béatrice de Andia et Gille-Antoine Langlois, Action Artistique de la Ville de Paris, 1997
- Béatrice de Andia (dir.), Paris et ses fontaines, Délégation à l'action artistique de la Ville de Paris, 1995.
- Cent jardins à Paris et en Île-de-France, Béatrice de Andia, Ernest de Ganay, Gabrielle Jourdiou et Pierre Wittmer, Délégation à l'Action Artistique de la Ville de Paris, 1992
- La Rue des Francs-Bourgeois, Béatrice de Andia, Action Artistique de la Ville de Paris, 1992
- De la rue des Colonnes à la rue de Rivoli, de Szambien Werner, préface de Béatrice de Andia, Action Artistique de la Ville de Paris, 1992
- Le Sentier Bonne-Nouvelle - de l'architecture à la mode, Action Artistique de la Ville de Paris, 1991
- Les Tuileries au XVIIIe siècle, Béatrice de Andia, Geneviève Bresc-Bautier, Mathieu Couty et Emmanuel Jacquin, Action Artistique de la Ville de Paris, 1990
- Charles Lacoste : 60 ans de Peinture entre Symbolisme et Naturalisme, Béatrice de Andia, Frédéric Chappey et Jacques Fouquart, Action Artistique de la Ville de Paris, 1985[16]
- Georges Duhamel (1884-1966), Béatrice de Andia, Les Ateliers d'Art Contemporains, 1984
- Les porcelaines parisiennes de 1770 à 1870, Délégation à l'Action Artistique de la Ville de Paris, 1983
- Dessins de Canova du musée Bassano - catalogue d'exposition mairie du IVe arrondissement 25 mai - 10 juillet 1983, Béatrice de Andia et Gérard Hubert, Action Artistique de la Ville de Paris, 1983
- La sauvegarde des villes d'art. Régime juridique et fiscal, Béatrice de Andia, chez l'auteur, 1976